# Gyógyszer

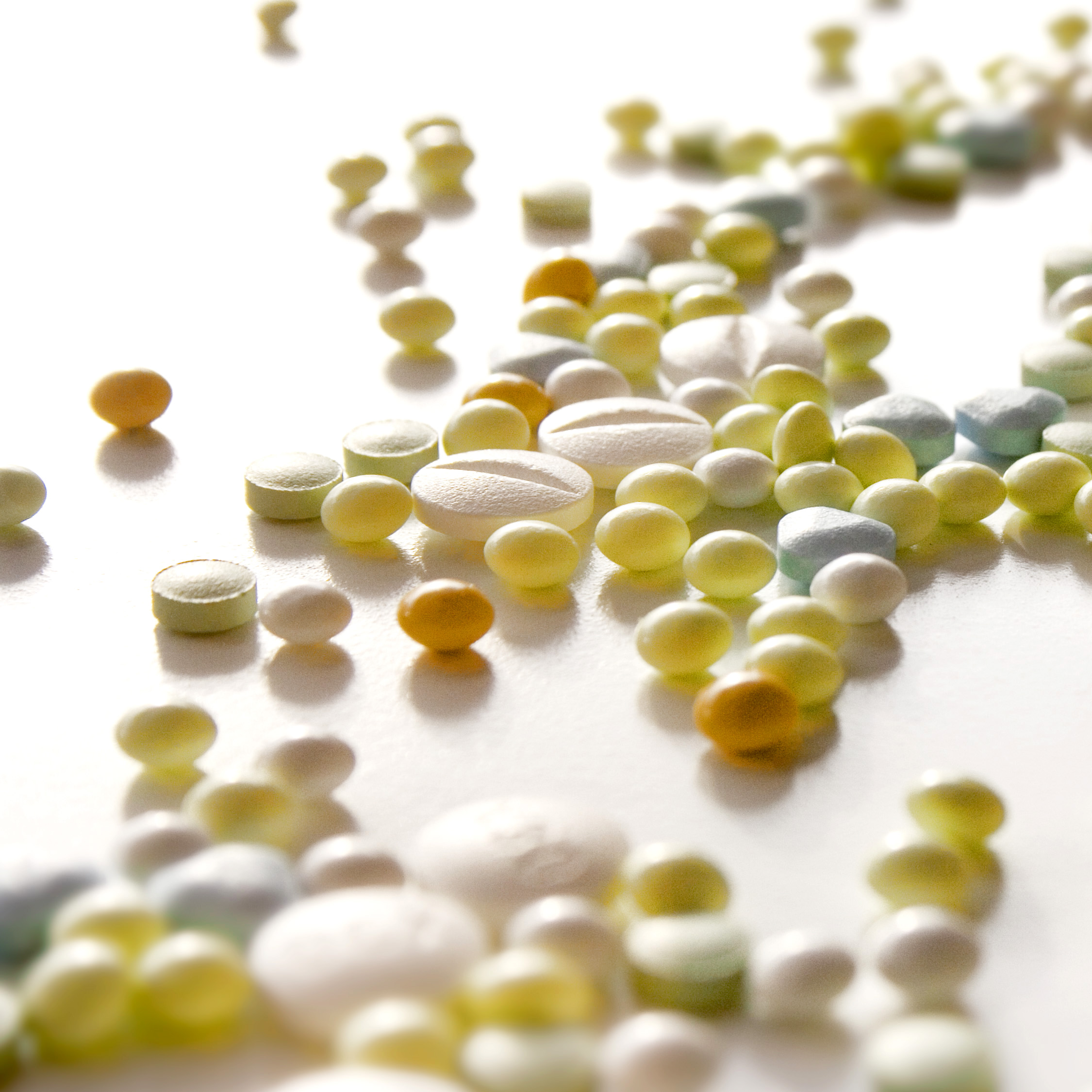
Tabletták

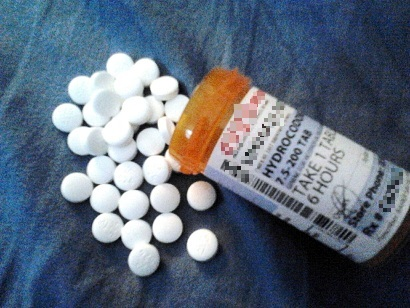
Vicoprofen fájdalomcsillapító

A gyógyszer (óegyiptomi: pẖrt – pekheret, phar-maki; görög: pharmakon; latin: remedium, -i n., medicamen, -inis n., medicamentum, -i, n.; régies: patikaszerszám, patikaorvosság; angol: drug, medicine) olyan készítmény (általában mesterségesen előállított kémiai vagy növényi eredetű hatóanyagot, vagy több hatóanyag keverékét tartalmazó készítmény), amit a betegségek gyógyítására, megelőzésére vagy diagnosztikai célokra használnak. Olyan anyag, vagy azok keveréke, ill. olyan gyógyszerkészítmény, amelyet betegség megelőzésére, felismerésére, kezelésére vagy élettani funkciók fenntartása, helyreállítása, javítása vagy módosítása céljából emberi szervezetben vagy emberi szervezeten alkalmaznak. A gyógyszerek szervezetre kifejtett hatásait a gyógyszerhatástan tudománya vizsgálja. A gyógyszerek többségét orvosi rendelvényre (receptre), e-receptre (elektronikus recept; elektronikus vény) adják ki gyógyszertárban, kórházban, orvosi rendelőben. Az orvos utasításainak betartásával kell alkalmazni. Az utasítások figyelmen kívül hagyása vagy adagolásuk önkéntes megváltoztatása nemcsak az egészséget, de az életet is veszélyeztető mellékhatásokat, szélsőséges esetben gyógyszermérgezést okozhatnak. Vannak olyan gyógyszerek, amelyek recept nélkül is kaphatók, ezek általában kisebb kiszerelésű, enyhébb hatású készítmények, azonban hosszabb ideig tartó vagy rendszeres szedésük nem javasolt.

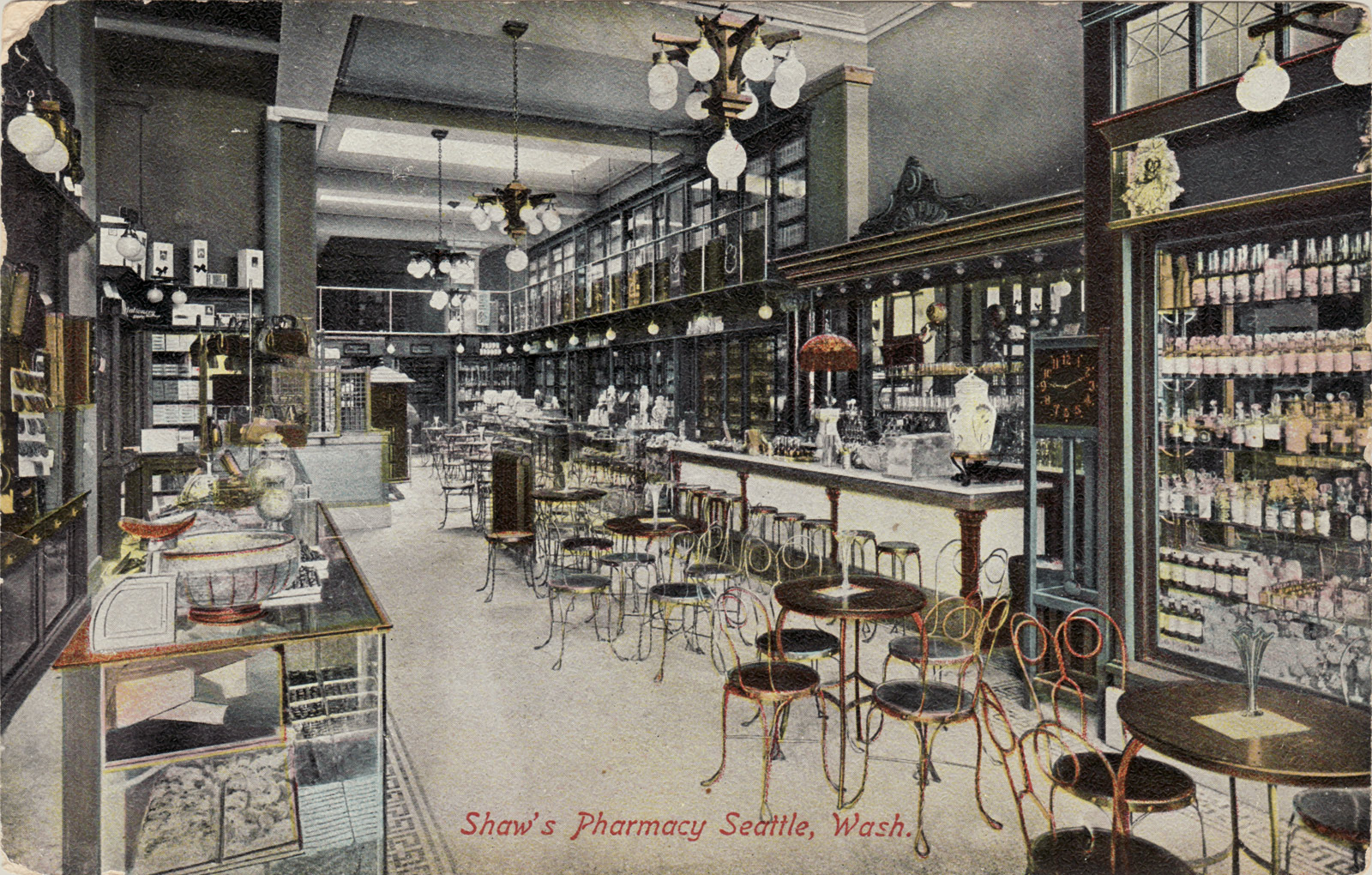
Shaw's Gyógyszertár, Seattle, Washington (1907)

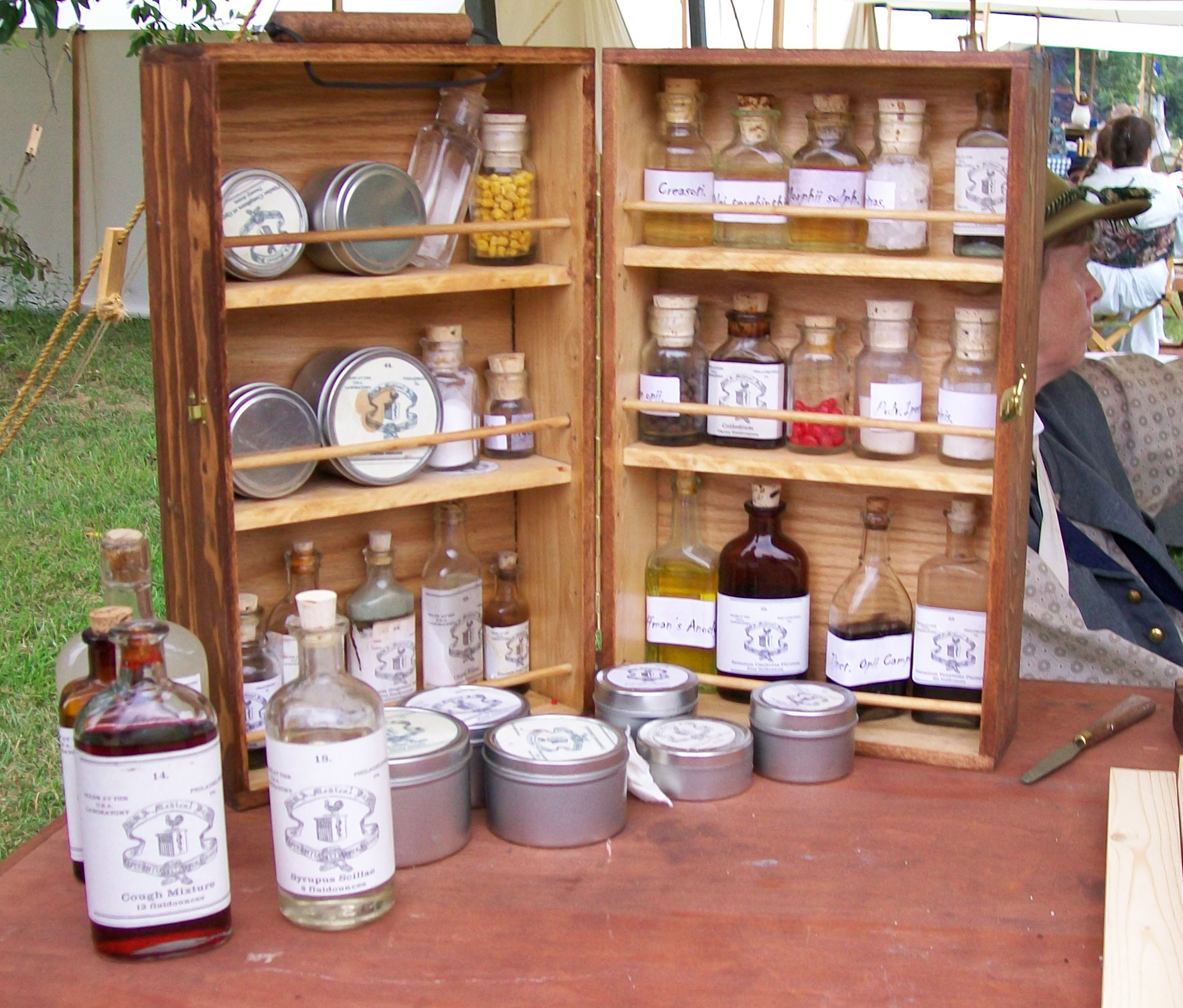
Különböző gyógyszerek és segédeszközök, amelyeket katonák háborús sérüléseinek kezelésére használtak az Amerikai Polgárháborúban, a corydoni csatában

Minden gyógyszer annyira elavult vagy korszerű, amennyire a betegnek megkönnyíti, elviselhetőbbé teszi az életét, segít a teljes gyógyulásban. A transzlációs medicina és biotechnológia paradigmaváltást hozott a gyógyszeres terápiában is. A terápiában a személyre szabott orvoslás, személyre szabott gyógyszerészet (personalized medicine, farmakogenomika) megteremtése az elérendő cél. A személyre szabott orvoslás egyrészt a hagyományos gyógyszerek egyénekre összeállított kombinációit jelenti (a molekuláris diagnosztikai vizsgálatok alapján), másrészt új, egyén-specifikus gyógymódok (pl. génterápia, tumorterápia, antitest-terápia, őssejtterápia, immunterápia) bevezetését foglalják magukba. A jövő gyógyszerészetében a betegségek megelőzése (prevenció) nagyobb fontossággal bír. Az egyén genomjának ismerete alapján valószínűsíteni lehet a betegségeket, ami lehetővé teszi a megfelelő életmód kialakítását és a gyakori, célzott orvosi vizsgálatok elvégzését.

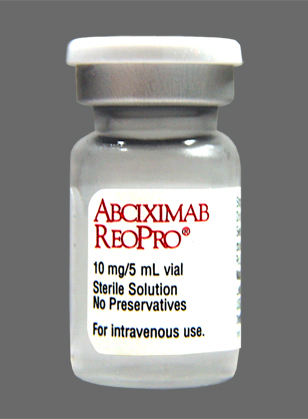
Reopro T infúzió; vérlemezkék kicsapódását gátolja az érfalban

A jövő gyógyszerészete, gyógyszerei az egyénre szabott terápiákban rejlenek, amelyek figyelembe veszik a betegek összes élettani, kórélettani, lelki, genetikai paramétereit. Ha a tabletták és injekciók egyénre szabottan, névre szólóan készülnek a gyárakban, talán a hippokratészi "primum nil nocere" (először is ne árts) elv is fokozottabban érvényesül. Szakmailag és etikailag megengedhetetlen olyan gyógyszer forgalmazása, ajánlása, alkalmazása, amelyről csak az állítható, hogy nem ártalmas, de szakmailag nem vagyunk meggyőződve a hatásosságáról, és minőségéről nem rendelkezünk kellő biztosítékkal. A testben élő komplex ökoszisztéma minden ember egészségének az alapja. Annak lehető legnagyobb épségben való megőrzéséhez létre kell hozni a környezettudatos gyógyszergyártást. A kutatók feladata olyan újfajta gyógyszerek kikísérletezése, amelyek szoros együttműködést fejtenek ki a mikrobiom egészség megőrzését támogató tagjaival. Felerősítik annak védő tevékenységét, és intenzív segítséget nyújtanak a patogén kórokozók eltávolításában.

## A "gyógyszer", "patikaszerszám" és "patikaorvosság" szavak etimológiája
- A szócsalád gyógy- töve a jó melléknév régi jóg középfokú alakjából lett. A szóeleji j > gy alakulására példa a jer – gyere, jön – gyün vagy nyelvjárási jökér – gyökér szópár, a gyógul g-je már a szókezdő hang hatására palatalizálódott. Ez a tő a nyelvújítás kora óta számos összetétel előtagja lett: gyógyszer, gyógyszertár, gyógynövény, gyógyeljárás, gyógyhatás stb.[9]
- Maga a „gyógyszer” elnevezés görög megfelelője, a „farmakon” egyszerre jelentett mérget és orvosságot. A „gyógyszer” szó, hasonlóan a többi gyógy- előtagú összetett szavainkhoz, a nyelvújítás korából származik, az etimológiai szótár szerint Bugát Pál említi először a „Természettudományi Szóhalmaz”-ban (Budán, 1843). Az előtagot a „gyógyít”, „gyógyul” igékből vonták le, illetőleg legalább részben a gyógyító igenevet rövidítették meg. „Gyógyító szer” elnevezésként 1775-ben már használatos volt. Ezelőtt a pharmacum, medicamentum szavak voltak a köznyelvben használatosak.
- farmakon (görög) gyógyszer, gyógy-anyag, patikaszer.[2][10]
- az egyiptomi szó pharagia (ó-egyiptomi: pẖrt – pekheret) jelentése mágia, eredete a görög pharmakon és az egyiptomi pharmaki szavaknak, mindkettő eredete a gyógyszer szónak[10]. A gyógyítás egyiptomi istene Pharmaki (biztonságnyújtó) a gyógyszerészi tudományos tevékenység nemzetközileg használt “Farmacia” megjelölése
- patikaszerszám szót a középkorban használták a gyógyszer megnevezésére, melynek első írásos előfordulása egy 1588. évi keltezésű, kolozsvári számadáskönyvben egy későbbi, 1650-ből származó beírás: „Mivel az patika szerszámok készőn [!] készülhettek el, a postának varakodnj kellett”.[11]
- patikaorvosság kifejezés csak 1720-ban a Háromszéki oklevélszójegyzékben jelenik meg.[12]

## A gyógyszer mint áru sajátosságai
Gyógyszer = Termék + Információ
- A gyógyszer az élelmiszerek mellett a világon a legelterjedtebb fogyasztási cikk.
- A beteg nem ismeri az általa használt termékkel szembeni követelményeket. Az ellenőrzés különleges szaktudást, eszközöket igényel.
- A gyógyszer bizalmi áru.
- A felületesség kizárt az élet megmentéséhez szükséges, az egészség fenntartásához alkalmazott gyógyszerekkel kapcsolatban.
- A gyógyszer csak az előírásoknak megfelelő minőségű lehet, ha nem az, akkor nem tekinthető gyógyszernek, hanem meg kell semmisíteni.
- A gyógyszer mint termék

## Nem minősül gyógyszernek
- emberi szervezetbe kerülő orvostechnikai eszköz
- tápszer
- élelmiszer
- kozmetikai termék
- emberi fogyasztásra szánt egyéb termék
- sebészeti kötözőszer, varróanyag
- fogászati anyag
- emberi szervezetbe nem kerülő, ill. emberi szervezetben nem alkalmazott fertőtlenítőszer
- orvosi laboratóriumi diagnosztikum

## A gyógyszerek felosztása

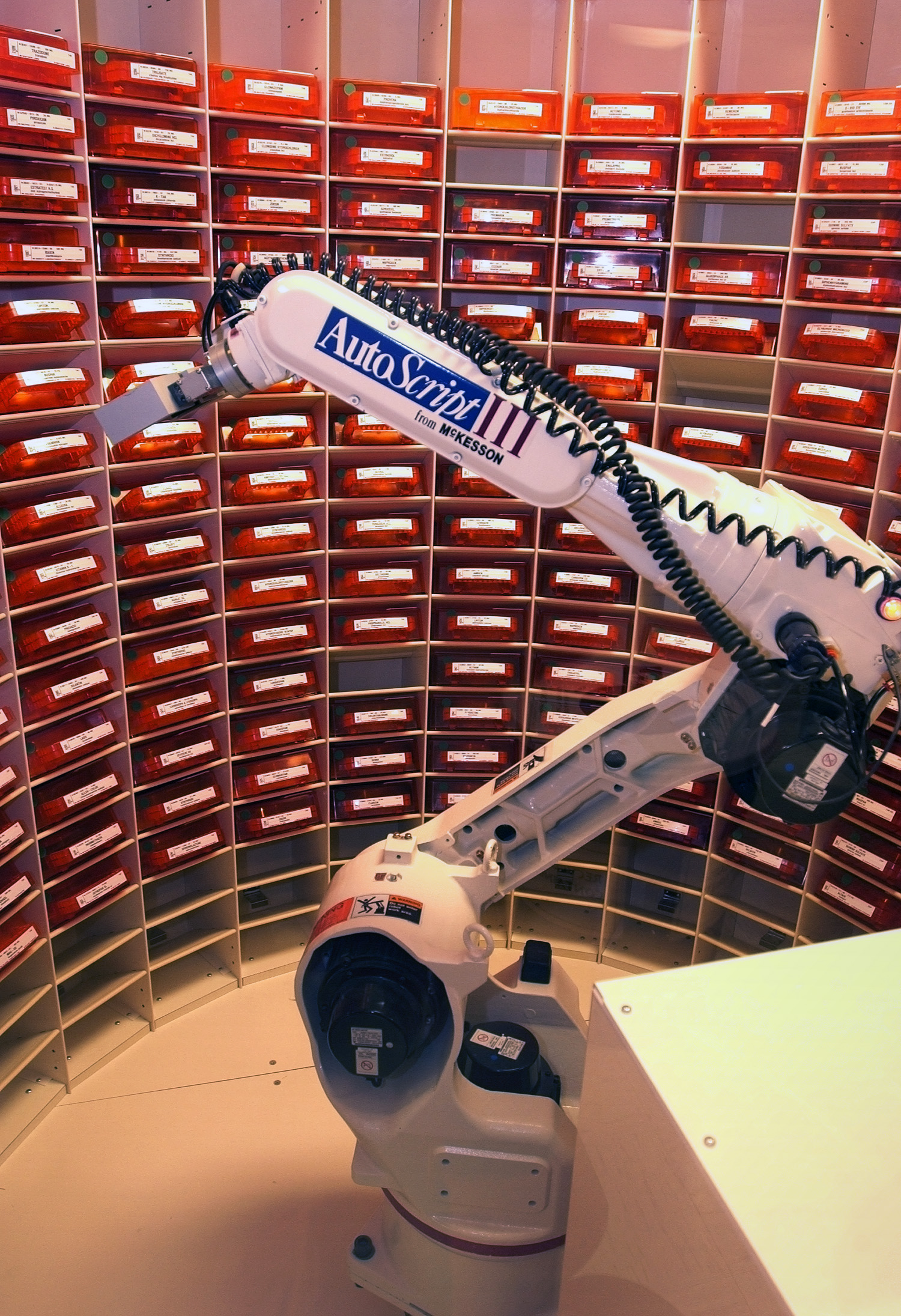
Az Autoscript III automatizált recept alapján működő gyógyszerkiszedő robot felveszi és rekeszes tárolóba gyűjti az orvosságot a National Naval Medical Centerben, a marylandi Bethesdában

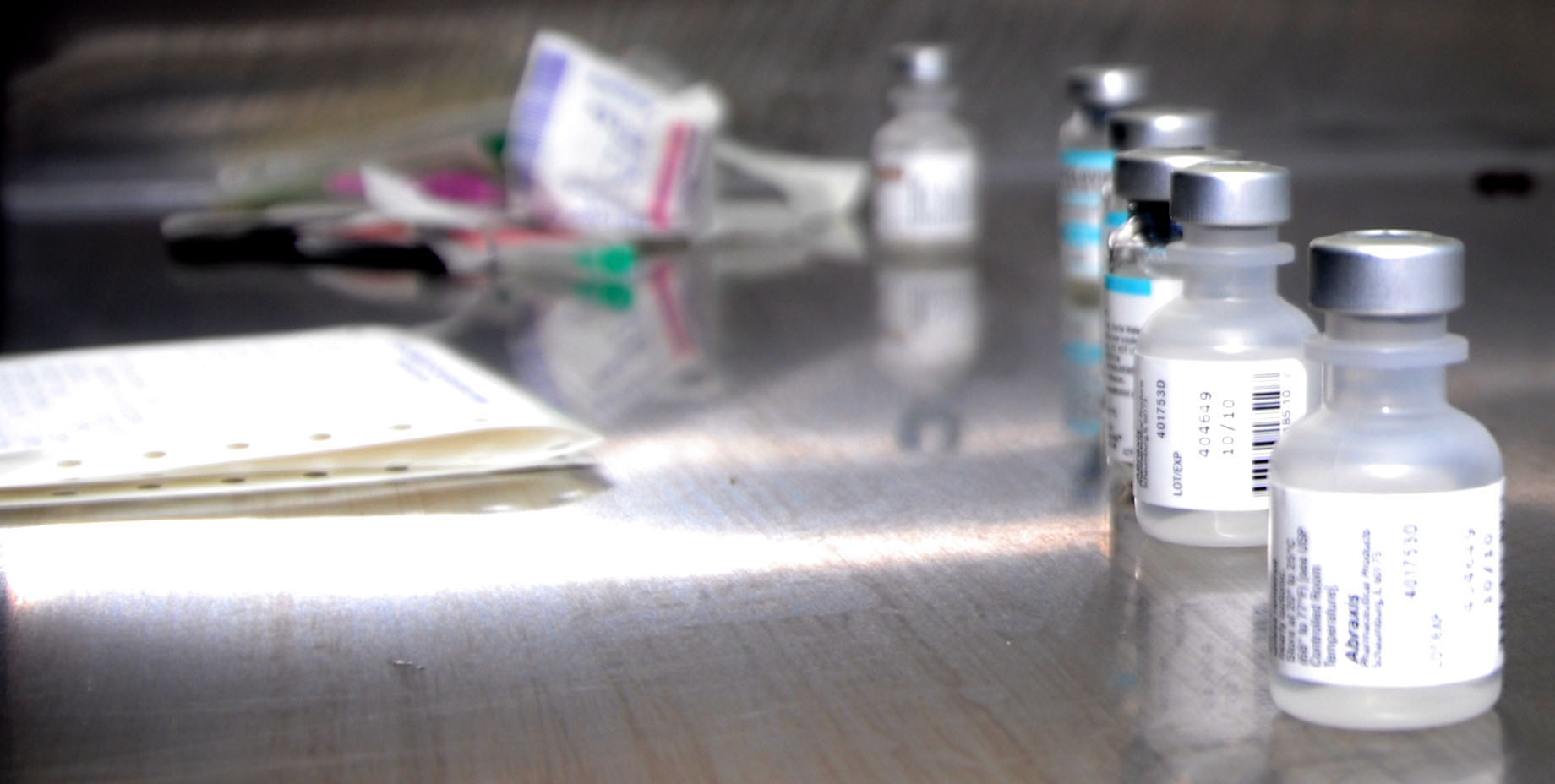
Navy Acyclovir infúziós palackok és Aqua destillata pro injectione oldószer az intravénás keverékinfúziós állványon

- Hatáserősségre utaló jelzés alapján
- Eredetük szerint
- Farmakológiai csoport alapján
- Felhasználási terület alapján
- A felhasználás módja alapján
- Alkalmazási hely
- Gyógyszerforma
- Az előállítás módja alapján
- Halmazállapotuk szerint
- A szervezetbe való bevitel alkalmazási módja szerint

### Hatáserősségre utaló jelzés alapján
A hatóanyagoknak hatáserősségére utaló jelzés és azok tárolása a gyógyszertári szekrények elkülönített részeiben és azok elzárhatóságuk alapján történő osztályozás, figyelembe veszi a hatóanyag egyszeri adagjának nagyságát, vagyis egymáshoz viszonyítva mekkora mennyiséget kaphat a különböző gyógyszerekből a beteg. A kereszt jelzés nélküli [azaz nem keresztes] nátrium-hidrogén-karbonátból (népiesen: szódabikarbónából) [látszólag nem méregből] egyszerre (egyszeri adag) 5 grammot, azaz 5000 milligrammot bevehet egy egészséges 70 kg-os felnőtt, addig a méregjelzéssel ellátott [azaz kettő keresztes] ++ atropin-szulfátból [méregből] az orvos műtéti anesztézia premedikációjához 1/3 milligrammot, azaz 0,000333 grammot fecskendezhet be intravénásan a 70 kg-os felnőttnek. Látható az 5000 milligramm és az 1/3 milligramm közti több nagyságrendnyi egyszeri adagbeli különbség.) 
1. kereszt nélkülieknél (általában grammos nagyságrend az egyszeri adag, azaz 1-10 g)
2. erős hatású szereknél (általában tizedgrammos-centigrammos nagyságrend az egyszeri adag, azaz 0,1 – 0.01 g)
3. altatóknál (#) az altató hatást (általában tizedgrammos-centigrammos nagyságrend az egyszeri adag, azaz 0,1 – 0,01 g)
4. mérgeknél (++) a nagyon kicsiny egyszeri adag (általában milligrammos nagyságrend, azaz 0,001 g)
5. a kábítószereknél (##) a testi és lelki függőséget okozó hatás (bármilyen anyag okozhat függőséget, de az idevonatkozó jogszabály határozza meg, hogy mi tekintendő kábítószernek!)

- kereszt nélküli, nem keresztes, nem "erős" hatású szerek: vény nélkül kaphatók, nyitott polcon tarthatók (NaCl, koffein, szirupok)
- + (egy tömör kereszt) erős hatású szerek elkülönítve, zárt szekrényben tartandók (papaverin, etilmorfin)
- # (egy üres kereszt) altatók – nyugtatók (hypnotica), elkülönítve, zárt szekrényben tartandók (klorálhidrát, fenobarbitál)
- ++ (két tömör kereszt) „Mérgek” (venena) jelzésű anyagok, méregszekrényben tartandók (sztrichnin-nitrát, atropinszulfát)
- ## (két üres kereszt) „Kábítószerek” (narcotica) jelzésű anyagok, terápiás alkalmazásukat szigorú rendelkezések szabályozzák. Főleg erős fájdalomcsillapítók, huzamos szedésük függőséghez vezethet. Kábítószer tárolására alkalmas szekrényben, elkülönítve tartandók (morfin-klorid, Pulvis opii, kokain-klorid)[13]

### Eredetük szerint
- Ásványi eredetű: vazelin, paraffin, fehér agyag
- Állati eredetű: pepszin, csukamájolaj, méhviasz
- Növényi eredetű: kamillavirág, csipkebogyó, macskagyökér (drog: a növény gyógyászati célra használt része)
- Szintetikus vegyületek: acetil-szalicilsav, diklofenák
- Félszintetikus termékek: természetes alapanyagból mesterséges származék: morfin-származékok, taxol
- Biokémiai eredetű gyógyszeranyagok: antibiotikumok, B12-vitamin
- Biotechnológiai eljárással készült gyógyszerek: inzulin

### Farmakológiai hatásuk alapján
Az Egészségügyi Világszervezet (WHO) által meghatározott Anatomical Therapeutical Classification (ATC) osztályai
Az ATC egy 7 jelből álló kódrendszer. Pl.:
- A: tápcsatorna és anyagcsere
- A11: vitaminok
- A11A: multivitamin kombinációk
- A11AA: multivitaminok és ásványi anyagok kombinációi
- A11AA02: multivitamin és kalcium
- VITA CALC pezsgőtabletta
- B: vér-és vérképző szervek
- C: kardiovaszkuláris rendszer
- D: bőrgyógyászati készítmények

### A gyógyszerek felosztása a felhasználási terület alapján
- Embergyógyászati célra (humán terápiára) használt készítmények
- Állatgyógyászati célra (ad usum veterinarium – AUV) használt készítmények

### Alkalmazási mód
- orális (szájban, pl. nyelv alatt) * szájüregbe: helyi kezelésre (pl. afta, szájpenész), esetleg szisztémás hatás elérésére (nyelv alatti gyógyszerkészítmények).
- perorális alkalmazás, a szájon keresztül a gyomorba jut a gyógyszer pirula, tabletta, kapszula, szirup, oldat formájában. A felszívódás sebessége szabályozható.
- rektális alkalmazás, végbélen át: az így bejuttatott lágy anyag gyorsan felszívódik, így intenzív hatás érhető el
- Vaginális alkalmazás, hüvelybe: helyi kezelésre
- Parenterális (intravénás, intramuszkuláris, szubkután stb.)

injekció: közvetlenül szövetbe: izomba, véráramba(véna, artéria, szív), szövet közé, bőr alá jut a hatóanyag
- Inhaláció, belégzés: a tüdőbe juttatott por vagy pára (inhalálás) tartalmazza a hatóanyagot
- bőrön keresztül: tapaszként a hatóanyagot lassan juttatja be, vagy helyi kezelésre kenőcs, ecsetelés vagy tapasz formájában
- szemcseppként: helyi kezelésre
- fülbe: helyi kezelésre
- orrba: helyi kezelésre

### Alkalmazási hely
- Szájüreg
- Szájon át
- Végbél
- Hüvely
- A gyomor-bélcsatornát elkerülő alkalmazás
- Hörgők és alveolusok
- csontba
- szívbe
- gerinc-csatornába

### Gyógyszerformák

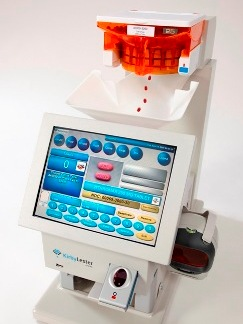
Lester automata gyógyszerészeti számláló és ellenőrző rendszer

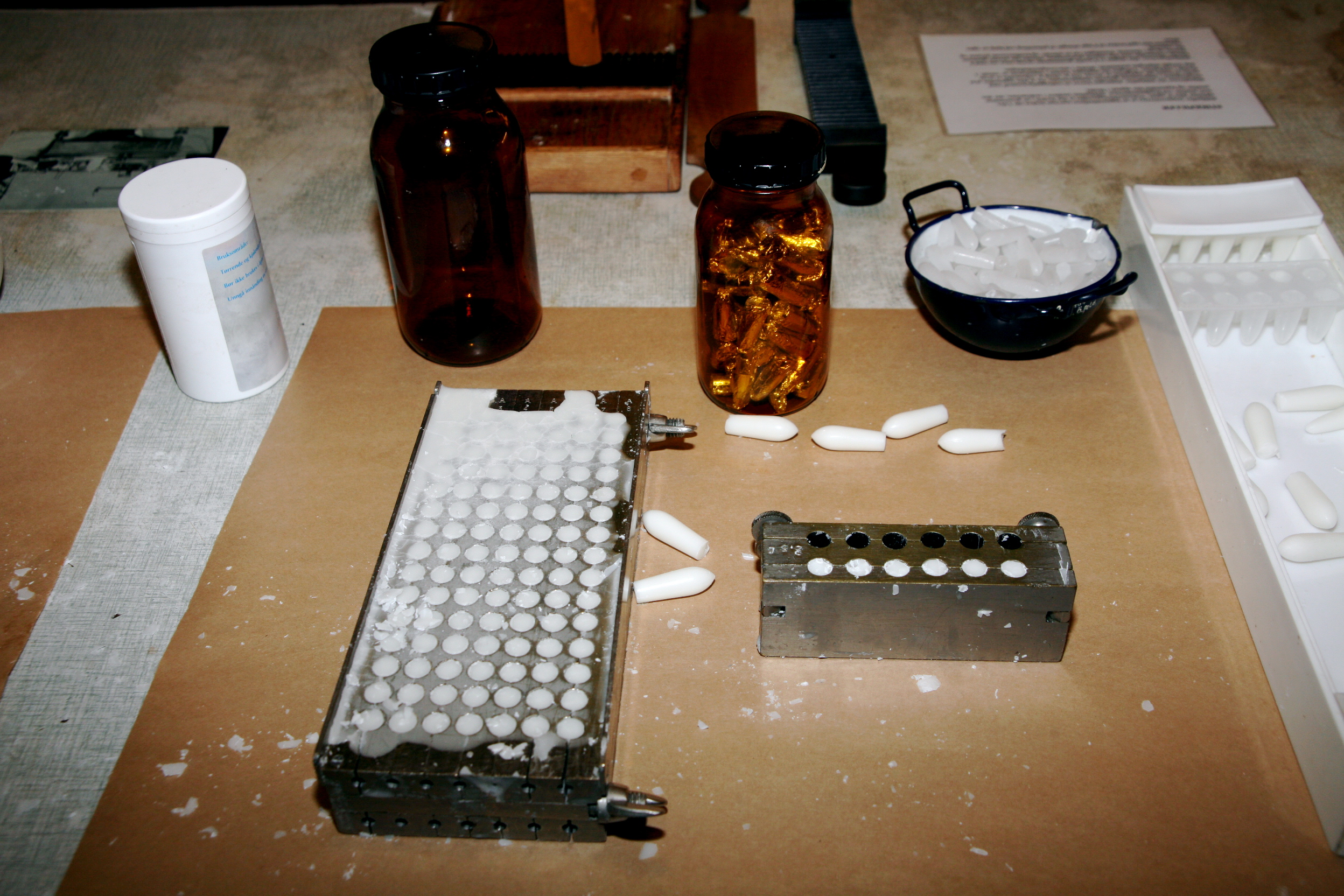
Kúpkészítés kézi, kúpöntő formában (12 és 100 db -os)

- Szilárd: tabletta (bevont/retard), kapszula (kemény/lágy), por, granulátum, drazsé.
- Félszilárd: kenőcs, krém, gél, paszta, végbélkúp, hüvelykúp/ovulum.
- Folyékony: oldat, szirup, emulzió (o/v; v/o), szuszpenzió, cseppek, orrspray, szemcsepp.
- Parenterális: injekció (iv, im, sc, egyéb), infúzió (nagy térfogat).
- Transzdermális rendszerek: tapaszok (kontrollált hatóanyag-leadás).
- Inhalációs készítmények: aeroszolok, porinhalátorok, porlasztók (nebulizálás).

| Gyógyszerforma | Leírás                                                                                | Példák                                         | Beadási mód                             |
| -------------- | ------------------------------------------------------------------------------------- | ---------------------------------------------- | --------------------------------------- |
| Tabletta       | Szilárd, préselt forma, ható- és segédanyagokkal.                                     | fájdalomcsillapító tabletta, vitamin           | szájon át                               |
| Kapszula       | Zselatinból vagy más anyagból készült burkolatban lévő por, granulátum vagy folyadék. | ibuprofén kapszula, halolaj kapszula           | szájon át                               |
| Injekció       | Steril folyékony készítmény, tűvel a szervezetbe juttatva.                            | vakcina, inzulin                               | intramuszkuláris, intravénás, szubkután |
| Kenőcs         | Fél-szilárd készítmény bőrre vagy nyálkahártyára.                                     | gyulladáscsökkentő kenőcs, antibiotikumos krém | helyi                                   |
| Szirup         | Cukorral vagy édesítőszerrel ízesített folyékony gyógyszer, főként gyermekeknek.      | köhögéscsillapító szirup                       | szájon át                               |
| Oldat          | Folyékony gyógyszer, amelyben a hatóanyag teljesen fel van oldva.                     | sóoldat, szemcsepp                             | szájon át, injekció, helyi              |
| Tapasz         | Hatóanyagot lassan leadó hordozó, bőrhöz tapadva.                                     | nikotintapasz, fájdalomcsillapító tapasz       | transzdermális                          |

#### Gyógyszertechnológiai alapfogalmak
- A gyógyszerforma ható- és segédanyagokból megfelelő technológiai eljárással készülő, közvetlen felhasználásra alkalmas gyógyszerkészítmények.
- „Hatóanyagnak nevezzük a gyógyszerkészítmény minden olyan összetevőjét, amelyet valamely betegség diagnózisában, kezelésében vagy megelőzésében farmakológiai hatás vagy egyéb közvetlen hatás kifejtésére, vagy az emberi, ill. állati szervezet felépítésének vagy működésének farmakológiai úton történő befolyásolására szánnak. Egy gyógyszerkészítmény több hatóanyagot is tartalmazhat.”[14]
- Segédanyagnak nevezzük – a hatóanyagon kívül – minden olyan összetevőt, amelyet a gyógyszerkészítmény tartalmaz, vagy amelyet előállításához felhasználnak. A segédanyag lehet: a hatóanyag hordozója (vivőanyag vagy készítményalap) vagy a hordozó egyik összetevője. Befolyásolhatja a termék stabilitását, küllemét, felhasználhatóságát, megkönnyítheti az előállítást. Egy készítmény általában többféle segédanyagot tartalmaz.

#### Folyékony gyógyszerkészítmények
- Oldat (solutio), hatóanyag(ok) oldásával készült, bevételre vagy külsőleges használatra szánt üledékmentes, tiszta folyékony gyógyszerkészítmény
- Szirup (sirupus), bevételre szánt nagy (50%-nál töményebb) koncentrációjú cukoroldat.
- Szemcsepp (oculogutta), a szem szaruhártyájának vagy a szemhéj alatti kötőhártyának a gyógyszeres kezelésére szánt steril vizes vagy olajos oldat. A szemcseppek készítésére steril oldószert használunk, a kész oldatot steril tartályba töltjük.
- Szemvíz (collirium) megfelelő tartályba helyezve szemfürdőként használatos vagy vattapamatot átitatva borogatásra szolgál. A kontaktlencsék kezelésére használt oldatok a szemcseppekkel azonos elbírálás alá esnek.
- Főzet (decoctum), forrázat (infusum), növényi drogokból magasabb hőmérsékleten készített vizes kivonat
- Rektális oldatok (klysma) gyógyszeranyagok oldásával készült, rektális alkalmazásra szánt (végbélbe juttatandó) vizes oldat. Kis térfogatú (2-10 ml): mikroklizma, nagyobb térfogatú (50-1000 ml): makroklizma. A gyógyszeres klizmákon kívül használnak tápláló és tisztító klizmákat is
- Emulzió (emulsio) bevételre vagy külső használatra szánt, egymással nem elegyedő fázisokból álló folyékony gyógyszerkészítmény, amelyben az egyik fázis a másikban eloszlatva (diszpergálva) található. A külsőleges emulziókat linimentumnak is nevezik. Lehetnek „olaj a vízben” (o/v), vagy „v/o” típusúak az emulziók. A csepp stabilitását az emulgens segédanyag biztosítja.
- Szuszpenzió (suspensio) bevételre vagy külsőleges használatra szánt folyékony gyógyszerkészítmény, amelyben a szilárd fázis a folyékony közegben egyenletes eloszlásban lebeg.
- Parenterális oldatok

Injekció (injectio) kis térfogatú (0,5-10 ml) steril készítmény. Beadása többféle módon lehetséges:

Intravénásan (iv) vénába
Intramuszkulárisan (im) izomba
Szubkután (sc) bőr alá
Intraarteriálisan (ia) artériába), stb.
Infúzió (infusio) nagy térfogatú (100-2000 ml) steril oldat. Beadása intravénásan történik.

#### Félszilárd gyógyszerformák
- Kenőcsök, krémek, (unguentum) a bőrfelület vagy a nyálkahártya kezelésére szánt plasztikus gél, mely a hatóanyagot egyenletes eloszlásban tartalmazza (oldatos, emulziós, szuszpenziós).
- Krém (cremor) nagy víztartalmú kenőcs.
- Paszta (pasta) legalább 40% poranyag tartalmú készítmény.
- Szemkenőcs (oculentum) a szem kezelésére szánt steril lágy kenőcs
- Végbélkúp (suppositorium analis), a hüvelygolyó-, henger (globulus, ovulum vaginalis) a megfelelő testüregben testhőmérsékleten megolvadó, vagy a testnedvekben oldódó gyógyszerkészítmény. Készülhetnek préseléssel, formába öntéssel.
- Gélek

#### Szilárd gyógyszerformák
- Por (pulvis) bevételre vagy külső használatra szánt osztatlan vagy adagokra osztott, szilárd por alakú gyógyszerkészítmény. Az egyes adagokat kapszulában (papír, ostya, zselatin) expediáljuk.
- Hintőpor (sparsorium), nagy tapadóképességű, rendszerint a bőrfelület kezelésére szánt por alakú gyógyszer-készítmény.
- Granulátum (granulatum), porból rendszerint kötőanyag segítségével készített szemcsehalmaz.
- Tabletta (tabletta), porból vagy granulátumból préselt, rendszerint korong alakú, megfelelő szilárdságú gyógyszerkészítmény. Szétesése, hatóanyagleadása megfelelő bevonattal szabályozható
- Kapszula (capsula), gyógyszeres tok, többnyire kemény zselatinból készül, tartalmazhat port vagy granulátumot

### Alkalmazási módok és a gyógyszer felszívódása
A belsőleges készítmény (medicamentum ad usum internum) hatóanyaga felszívódva a keringésbe jut, és távol is képes hatást kifejteni. Ehhez oldódnia kell. 
- Az emésztőrendszer nyálkahártyáján át felszívódó készítmény:

1. Per os (szájon át)
2. Perlingválisan (a nyelvgyökről)
3. Szublingválisan (a nyelv alól)
4. Rektálisan (végbélen át)

A per os alkalmazott készítmény a gyomorból vagy a vékonybélből felszívódva a májba jut, ami egyes gyógyszereket átalakít (esetleg hatástalanít). A gyomor nyálkahártyáját izgató szereket csak a bélnedvben oldódó bevonattal látják el (intesztinoszolvens bevonás)
A rektálisan (végbélen át) alkalmazott gyógyszer a máj megkerülésével jut a véráramba.
- Nem emésztőrendszeri nyálkahártyán át adagolt gyógyszerformák:

1. Orr: orrcsepp, orrspray
2. Tüdőhörgő: aeroszol
3. Szem kötőhártyája: szemcsepp, kenőcs
4. Hüvely: hüvelygolyó, kúp
5. Parenterális gyógyszerformák:

Injekció (iv, im, sc, ic), infúzió (iv)
Az intravénás alkalmazás biztosítja a leggyorsabb hatást.
- A külsőleges (bőr felületén) alkalmazott készítményekkel (medicamentum ad usum externum) helyi vagy távoli hatást kívánunk elérni.

### A gyógyszerek felosztása az előállítás módja alapján
- „Magisztrális gyógyszer: az a gyógyszer-készítmény, amelyet a gyógyszerész a gyógyszertárban a hatályos Magyar Gyógyszerkönyv vagy a Szabványos Vényminta Gyűjtemény rendelkezései alapján, egyedi orvosi előírásra vagy a gyógyszerkönyv szerint nem erőshatásúnak minősülő anyagokból saját kezdeményezésére előállít”.
- „Galenusi gyógyszer: a Gyógyszerkönyvben vagy a Vényminta Gyűjteményben meghatározott összetételű és minőségű készítmény, melyet ezen előírások alapján gyártanak, nyilvántartanak, forgalmaznak”. Általában középüzemi körülmények között és méretekben, gyárakban vagy galenusi laborokban gyártott gyógyszerek (pl.: Tabl. chinacisal cum vitamino C)
- Törzskönyvezett gyári gyógyszerkészítmény: hitelesített gyárban gyártott törzskönyvezett gyógyszer

## A gyógyszerek adagolása

### Adag osztályozása
- dosis curativa: gyógyító adag
- dosis therapeutica: terápiás adag
- dosis medicinalis: szokásos adag
- dosis tolerata: a káros következmény nélkül eltűrhető adag
- dosis maximalis: legnagyobb adag
- dosis toxica minima: legkisebb mérgező adag
- dosis lethalis: halálos adag

A gyógyszeradagok a gyógyszerkönyvekben, 
- szokásos adag: tájékoztató jellegű
- a kereszt-jelzéssel ellátott erőshatású szereknél a GYK feltünteti a

legnagyobb egyszeri (pro dosi) és
legnagyobb napi (pro die) adagot.
- Ezek a gyógyszerek állványedényének szignatúráján is szerepelnek. Kötelező a felírt dózis ellenőrzése a beteg életkorának figyelembe vételével!
- Az orvos túllépheti a maximális adagot, de ezt a vényen felkiáltójellel és a kézjegyével meg kell erősítenie!

### Hatásszélesség és terápiás index
A gyógyító és mérgező hatás dózisfüggő, de a kettő között éles határ nem húzható. A gyógyszer receptorhoz való kötődése lehet átmeneti vagy végleges, a hatás lehet reverzibilis vagy irreverzibilis. Pl. az arzénhez fokozatosan hozzá lehet szokni! 
- A hatás és a terápiás adag függ az alkalmazás módjától is
- Hatásszélesség = dosis tolerata (DT) – dosis curativa (DC)
- Akkor lehet a hatóanyagot veszélytelenül alkalmazni, ha a kivonás eredménye nagy
- Terápiás index = DC/DT, egy terápia akkor biztonságos, ha a terápiás index nagy

## A gyógyszer sorsa a szervezetben
Ezzel a kérdéssel a biofarmácia és a farmakokinetika foglalkozik
- gyógyszer felszabadulása (liberáció)
- felszívódás (abszorpció)
- a szervezetben való megoszlás (disztribúció)
- a vegyület átalakulása, lebomlása (metabolizmus)
- kiürülés (elimináció)

## Egymásrahatás, összeférhetetlenség, egyidejű egyéb étel
A gyógyszerek csomagolásában található a "betegtájékoztató információ a felhasználó számára", ami több olyan szempontot felsorol, melyek részben technikai, alkalmazási előírások (pl. a mellékelt mércével kimérve adagolható, ill. hűtőszekrényben tárolandó stb.), részben a célzott, szándékolt hatástól eltérő hatások elkerülését szolgálják. Ilyenek az alkalmazás feltételéül szolgáló esetek elkerülése, felsorolt egyéb betegségek és jellemzők ismertetése. Ezek az esetek általában a „Ne szedje, ha” kezdetű fejezetben vannak összefoglalva. Az ilyen összeférhetetlenségek egyben azt is jelentik, hogy az orvosnak tájékoztatást kell adni az egyéb betegségekről, szedett, akár recept nélküli gyógyszerekről is (ill. az orvos erre rákérdez). Ugyancsak része a tájékoztatónak az „egyidejű bevétel étellel, itallal” című pont is. Leginkább a magasban dolgozásra és a gépjármű vezetésre szokás itt kitérni, ill. alkoholfogyasztásra, valamint szélesebb körben ismert ételek fogyasztásának elkerülésére (pl. grapefruit). Egyes esetekben ezeken kívül is megszabhat az orvos bizonyos étrendi feltételeket (pl. csak főtt ételt, hámozott gyümölcsöt ehet). Előfordulhatnak olyan élelmiszerek, fűszerek, melyek nincsenek ebben a fejezetben felsorolva, mégis óvatosságot igényelnek (pl. a gyomor, vagy száj nyálkahártya, vagy más szerv kímélése miatt). Szerepel a gyógyszer tájékoztatójában a „mellékhatások” fejezet is. Ez a gyógyszer vizsgálata során tapasztalt és kiértékelt mellékhatásokat, azok statisztikai előfordulási valószínűségét mutatja. 

## Az emberi, állati szervezetből kikerült gyógyszerek hatása a természetes környezetre
A gyógyszerek utóélete ökotoxikológiai problémák forrása lehet. A vizelettel, illetve a hulladék részeként természetbe került gyógyszerek esetenként hathatnak azokra az élőlényekre, amelyek ezzel kapcsolatba kerülnek. Pl. a hormontartalmú fogamzásgátlók befolyásolják a kétéltűek, halak ivari fejlődését. Ahol nincs megfelelő tisztítómű, ezek az anyagok visszajuthatnak az ivóvízbe is. Nagyon fontos tény az, hogy az emberi ürülékben egyre több gyógyszermaradék is van, amelyek a legjobb víztisztító berendezéseken is átmennek, és a folyók élővilágát erősen zavarják. Szerencsére komposztkészítés közben ezek a gyógyszermaradékok teljesen és maradéktalanul lebomlanak.

## A jövő gyógyszerei

### 3D-nyomtatás a gyógyszeriparban
A 3D-nyomtatásra alkalmas eszközök már nem csak az iparban, hanem a háztartásokban is elterjedtek. Ez az új technológia az egészségügyben is bevezetésre vár (gyógyszer, olcsó művégtag, orvosi modellek, szívbillentyű, szintetikus porc, gyógyászati-segédeszközök, műanyag gipsz, csontpótlás, szintetikus bőr, máj- és vese szövet nyomtatása).
A probléma a technológiával az, hogy nehéz megtalálni a megfelelő segédanyagokat. A szteroid prednizolon különböző adagokban, és az asztmaellenes gyógyszer teofillin gyártásánál csak olyan polimert használható, amely biokompatibilis a hatóanyaggal, és képes ellenállni a magas hőmérsékleten használt nyomtatási folyamatnak. Némi sikert már elértek, mert már találtak olyan polimereket, amelyek a feldolgozható magas hőmérsékletnek ellenállnak, a tipikus 220-255 °C-nak.
Minőségbiztosítási, minőség-ellenőrzési problémákat vet fel a 3D-nyomtatás, mert otthon végzett gyógyszergyártás, hogyan ellenőrizendő, kinek van jogosultsága egy nem receptköteles gyógyszer gyártásához. Bizalommal legyünk a technológiával szemben, bármilyen engedélyt adnak ki, tudniuk kell, hogy a nyomtatók ugyanazt a terméket gyártják minden egyes alkalommal. Ehhez szükség lesz érvényesítési eljárásokra, biztonságos szabványokat megállapítani.

#### Beteg compliance javítása, ZipDose
Aprecia Pharmaceuticals Langhorne székhelyű, Pennsylvania, benyújtotta az első 3D-nyomtatású termék jóváhagyását az amerikai Food and Drug Administrationhöz (FDA) 2014 októberében. A cég egy rendszert fejleszt, amely nagy hatóanyag tartalmú gyógyszerkészítményeket képes nyomtatni olyanná, hogy könnyen lenyelhetők legyenek nagy dózisuk ellenére. Az Aprecia terméke a ZipDose, amely rétegesen épül fel porokból, amit folyadékcseppek kötnek össze gyógyszerré.
A kórházban fekvő kisgyermekek kedvenc állatainak alakját formázzák színes figurákként a kórház intézeti gyógyszertárában működő 3D printerrel.

#### A kortól, testsúlytól függő gyógyszer-adagolás
Ez a technológia forradalmasíthatja az utat a gyermekek gyógyszeres terápiájában, mert figyelembe veszi a kortól és testtömegtől függő dózisváltozást, ahogy fejlődnek, növekednek. Hatalmas tömeg tartományban mozog a gyermekek testtömege – mintegy 0,5 kg 100 kg -, ami azt jelenti, hogy mindenkinek szüksége van a különböző dózisú gyógyszereik. Jelenleg lehetetlen a piacon minden méretű gyermek számára előállítani. Ezért használnak folyékony gyógyszereket a gyermekek számára. A közhiedelemmel ellentétben, hogy a gyermekek nem tudják, vagy nem szeretik lenyelni a tablettát hamis, ugyanis a felmérések azt mutatják, hogy a legtöbb négy évesek valójában inkább a tablettát kedveli. A 3D-s nyomtató egy kórházi gyógyszertárban a heti gyógyszeres változtatásokkal kapcsoltban is leegyszerűsíti a személyre szabott gyógyszeres terápiát.

#### Növeli a gyógyszerekhez való hozzáférést, a demokratizálás technológiája
A 3. Világ egészségügyi problémáit megoldhatja, hiszen növeli a gyógyszerekhez való hozzáférést a Föld elrejtett zugaiban is, egy-egy speciális, a földrajzi helyre jellemző járvány kapcsán. A 3D-nyomtatás növeli a gyógyszerekhez való hozzáférést. Létrehozhatók mini üzemek és gyárthatók a leggyakoribb használatban lévő gyógyszerek," mondja. A távoli helyeken a "gyár" lenne a helyi gyógyszer.

#### Reactionware
Olcsón konfigurálható kémiai és gyártó robotok a 3D-nyomtatók, amelyek nagy léptekkel ötvözik a kémiai szintézis, a tisztítás és ellenőrzés eszközeit.

#### Személyre szabott terápia, orphan drugs
Segítséget jelent a ritka betegséggel élő embereknek is. Az „árva gyógyszerek” (orphan drugs) esetei, vagy azok a készítmények, amelyek azért elérhetetlenek, mert a gyártóknak nem éri meg egy adott piacon forgalmazni őket. 3D-nyomtatással ez a probléma egyszerűen megoldható. A alapanyagok és segédanyagok beszerzése sokkal könnyebb feladat, mint a kész gyógyszerek engedélyeztetése. A hiányzó alapanyag beszerezését követően, a gyártás már a gyógyszertárban történhetne meg.

### Online
- https://www.ogyei.gov.hu/gyogyszeradatbazis/ Archiválva 2020. október 31-i dátummal a Wayback Machine-ben
- http://www.oep.hu/portal/page?_pageid=35,34923&_dad=portal&_schema=PORTAL
- http://www.oep.hu/portal/page?_pageid=35,21339700&_dad=portal&_schema=PORTAL
- http://pharmacy.dal.ca/Resources/Compounding.php Compounding Formulas from Recent Journal Literature (Dalhousie University College of Pharmacy)
- http://www.sickkids.ca/pharmacy/compounding-service/index.html Compounding Recipes Index (The Hospital for Sick Children Compounding Service)
- Gyógyszerek az őserdők és tengerek mélyéről – Tudtad?

### Nyomtatott
- Leslie Iversen: Gyógyszerek, drogok; ford. Rácz Zoltán; Magyar Világ, Budapest, 2003 (Summa)
- Stájer Géza: Méregtől a gyógyszerig; Galenus, Budapest, 2004
- Képek a Kazay lexiconhoz. Válogatás Kazay Endre Gyógyszerészi lexicon c. művéből; szerk. Szarvasházi Judit; Galenus, Budapest, 2006
- Regdon Géza–Bajdik János: Receptúrai gyógyszerkészítési ismeretek; JATEPress, Szeged, 2007
- Andreas Russ: Gyógyszerkönyv. Gyakorlati útmutató; ford. Igazvölgyi Katalin, hazai viszonyokra adaptálta és szerk. Szökő Éva, Tábi Tamás; Zafír Press, Érd, 2008 (Orvosi zsebkönyvtár)
- Kata Mihály–Stampf György: Gyógyszerészi szinonimaszótár. Gyógyszeranyagok és gyógynövények elnevezéséhez; Press GT Kft., Budapest, 2010
- Bajdik János: Anyagismeret a gyógyszerkészítéshez; 3. átdolg. kiad.; JATEPress, Szeged, 2014
- Pálfi Andrea: Recept nélkül kapható gyógyszerek. Melyik betegségre milyen gyógyszert kérjek a patikában?; Medicina, Budapest, 2014
- Gyógyszerek; szerk. Faigl Ferenc; Typotex, Budapest, 2016
- Gyógynövények és szintetikus gyógyszerek esetleges kölcsönhatásai; tan. Varga Erzsébet et al.; Studium–Ed. Didactică şi Pedagogică, Marosvásárhely–Bucureşti, 2017
- Dobson Szabolcs: Gyógyszerek, gyógyszerészek, gyógyszertárak. Három évszázad érdekességei; Dictum, Budapest, 2023
- Norman Ohler: Kemény anyag. Pszichedelikus szerek – kábítószer, gyógyszer vagy fegyver; ford. Farkas Tünde; Libri, Budapest, 2024